# Колесниченко, Михаил Яковлевич
Колесниченко Михаил Яковлевич (1899, село Амурцы Ананьевского уезда Херсонской губернии — 2 октября 1938) — советский военный деятель, дважды Краснознамёнец (1923, 1924), комбриг (1935).

## Биография
Родился в 1899 году в селе Амурцы Ананьевского уезда Херсонской губернии в семье крестьянина. До Гражданской войны работал в сельском хозяйстве.

### Гражданская война
С началом Гражданской войны в 1918 году пошел на службу в Рабоче-крестьянскую Красную Армию красноармейцем в Ананьевский полк. В августе 1919 переведен в качестве красноармейца в 15-й кавалерийский дивизион в котором прослужил до июня 1920 года. С июня 1920 по июнь 1923 был командиром взвода 2-го кавалерийского полка бригады Григория Котовского. Отличился во время подавления крестьянского восстания в Тамбовской губернии, за что получил свой первый орден Красного знамени. В боях был шесть раз ранен и один раз контужен.

### Советский период
С июня 1923 по апрель 1924 исполнял обязанности командира эскадрона 16-го кавалерийского полка. С апреля 1924 года был помощником командира эскадрона 16-го стрелкового полка. В том же году поступил слушателем в Объединенную киевскую школу имени С. С. Каменева, которую окончил в 1926 году. С октября 1926 по декабрь 1928 командир 14-го кавалерийского полка 3-й Бессарбской кавалерийской дивизии. С декабря 1928 исполнял должность начальника школы того же полка. В 1930 году окончил Кавалерийские курсы усовершенствования командного состава РККА. С апреля 1931-го по май 1932 — начальник штаба 16-го кавалерийского полка. С мая 1932 по май 1935 командир и военный комиссар 3-го механизированного полка. С мая 1935 командир 12-й механизированной бригады, дислоцировавшейся в г. Новоград-Волынск в Киевском военном округе. Бригада под командованием Колесниченко участвовала в Шепетовских маневрах проходивших с 12 по 15 сентября 1936 года.

## Арест и гибель
Арестован 10 мая 1938 года. 2 октября 1938 года Военной коллегией Верховного суда СССР был приговорен к расстрелу по обвинению в участии в военном заговоре. Приговор приведен в исполнение в тот же день. Реабилитирован Военной коллегией Верховного суда СССР 19 декабря 1957 года.

## Награды
- Орден Ленина (1935)
- 2 ордена Красного Знамени (31.12.1923, 14.10.1924)[1]